# Аллобарбитал
Аллобарбитал (аллобарбитон) — противосудорожное средство группы барбитуратов, изобретён в 1912 году сотрудниками Ciba Эрнстом Прейсверком и Эрнстом Гретером, в настоящее время в основном заменён более безопасными средствами, однако используется для усиления действия анальгетических препаратов при лечении бессонницы и тревоги.
Аллобарбитал не получил такого широкого распространения, как фенобарбитал и секобарбитал, хотя был более популярен в таких странах, как Болгария и Словакия и до сих пор используется, например, в Польше.